# Bank Medici
Ne doit pas être confondu avec Banque des Médicis.
La Bank Medici AG, fondée en 1984, est une banque autrichienne dont le siège se trouve à Vienne. En janvier 2009, le gouvernement autrichien l'a mise sous tutelle à la suite d'une perte potentielle sur placement de 3 milliards de dollars.

## Histoire
Elle a été fondée en 1984 par la banquière Sonja Kohn et incorporée en tant que banque en 2003.
En 2008, Le président et le détenteur de la majorité des actions votantes est Sonja Kohn. Le principal actionnaire institutionnel est Bank Austria Creditanstalt, le plus grand groupe bancaire autrichien.
Le 2 janvier 2009, à la suite d'une probable fraude de Bernard Madoff qui aurait causé une perte de 3 milliards USD à la Bank Medici, le Gouvernement autrichien l'a mise sous tutelle.